# محمد علی حوثی
محمد علی عبدالکریم امیرالدین حوثی رئیس کمیتهٔ انقلاب یمن است. وی تا ۶ اوت ۲۰۱۶، ریاست شورای عالی انقلابی یمن را بر عهده داشت. او از شخصیت‌های جنبش حوثی‌ها است.
پس از تصرف یمن توسط حوثی‌ها و استفعای نخست‌وزیر و منصور هادی رئیس‌جمهور یمن و مهلت سه‌روزهٔ کنگرهٔ ملی یمن به گروه‌های سیاسی برای پر کردن خلأ سیاسی و حاصل نشدن توافق، انصارالله در بیانیه‌ای برخی بندهای قانون اساسی را جایگزین کرد و برای دورهٔ انتقالی شورای ریاست‌جمهوری را حاکم یمن کرد.
در ۶ اوت ۲۰۱۶، در پی توافق انصارالله و حزب کنگره، شورای عالی سیاسی، ادارهٔ یمن را بر عهده گرفت. ریاست این شورا دوره‌ای میان حوثی‌ها و حزب کنگره می‌گردد. و صالح صماد نخستین رئیس این شورا تعیین شد.
شورای عالی انقلابی هنوز به کار خود ادامه می‌دهد اما طبق این توافق ریاست کشور به شورای عالی سیاسی واگذار شده است.